# Torre de Ca n'Altimira
|  | Per a altres significats, vegeu «Jardins de Ca n'Altimira». |

La Torre de Ca n'Altimira és situada al quadrant nord-oriental del terme de Barberà del Vallès (Vallès Occidental), al costat del cementiri i propera al castell de Barberà, al marge de la vall del riu Ripoll en un lloc estratègic des del qual es domina bona part del curs del riu Ripoll.

## Història
No es coneix cap referència documental d'aquesta antiga torre de defensa, aprofitada durant segles com a dependència agrícola. Segurament seria un enclavament auxiliar en la defensa del Castell de Barberà.

## Arquitectura

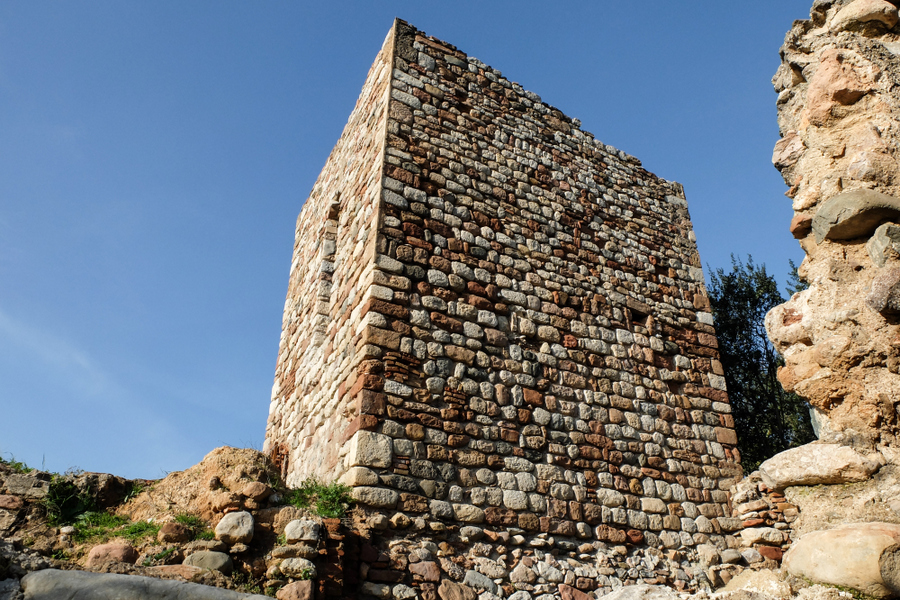
Torre de Ca n'Altimira (desembre 2018)

La torre va quedar al descobert en enderrocar la masia de Ca n'Altimira, també dita La Palomera, a principis dels anys setanta. Aparegué una antiga torre de defensa, bastida amb uns murs molt diferents dels de la resta de l'edifici, sobretot pels materials que els constituïen. La torre és una construcció prismàtica de planta quadrada de 5,30 m de costat i uns 7 m d'alçada encara que probablement seria més alta abans de construir el mas. Els quatre murs són lleugerament atalussats, des de la meitat de la torre fins a la base. Dividida en dues plantes amb una cambra a cadascuna d'elles. Ambdós nivells es comunicaven mitjançant una trapa. L'interior de la planta inferior es troba cobert amb volta de canó engendrada per un arc apuntat i construïda sobre una cintra revestida de canyís amb pedres planes, posades de cantell, formant plec de llibre i rejuntades amb morter de calç bullent i sorra.
A la planta superior hi ha dues obertures. L'una amb arc de mig punt és situada a migdia i podria ser l'accés original de la torre. Té dos arcs de mig punt que formen un cap-i-alt, és a dir, l'intradós, és més alt a l'interior que a l'exterior. La segona, amb arc escarser, s'obre al mur de ponent. A l'interior de la cambra superior s'hi observa una fornícula amb arc de mig punt, amb dovelles de pedra tosca ben tallades, que desguassa a l'exterior per una petita obertura emmarcada amb carreus. Més amunt, hi ha una espitllera tapiada.
A la planta inferior trobem una porta d'ingrés amb forma d'arc de mig punt practicada modernament al mur de migdia.
La datació seria de final del segle xi o a començament del segle xii.